# Graptopetalum bellum
Graptopetalum bellum (Tacitus bellus cho đến năm 1979) là một loài thực vật có hoa trong họ Crassulaceae. Loài này được (Moran & Meyran) D.R.Hunt miêu tả khoa học đầu tiên năm 1979.